# Погонич Майра
Погонич Майра (Rallicula mayri) — вид журавлеподібних птахів родини Sarothruridae. Ендемік Нової Гвінеї. Вид названий на честь німецького біолога Ернста Майра.

## Опис
Довжина птаха становить 23-25,5 см, вага 120-130 г. Самці мають переважно коричневе забарвлення, спина у них більш темна, у самиць забарвлення чорно-буре, більш строкате. На крилах у самців є невеликі сірувато-жовті плями або смуги. На хвості тонкі чорні смуги, нижня частина тіла коричнева, поцяткована тонкими білувато-охристими смугами з чорними краями. Очі сірувато-карі, дзьоб темно-сірий або чорний, лапи чорні. У самиць спина і крила темно-коричневі, поцятковані великими охристими плямами з чорними краями.

## Підвиди
Виділяють два підвиди:
- R. m. mayri Hartert, E, 1930 — Гори Циклопів[en];
- R. m. carmichaeli Diamond, 1969 — гори Фоджа[en], Торічеллі[en] і Бевані[en].

## Поширення і екологія
Погоничі Майра мешкають в горах на півночі Нової Гвінеї. Вони живуть у вологих гірських тропічних лісах, на висоті від 1100 до 2100 м над рівнем моря.